# Симон Генрих (граф Липпе)
Симон Генрих Липпе-Детмольдский (нем. Simon Heinrich zur Lippe-Detmold; 13 марта 1649, Штернберг — 2 мая 1697, Детмольд) — граф Липпе-Детмольда.

## Биография
Симон Генрих — старший сын графа Германа Адольфа Липпе-Детмольдского и его супруги Эрнестины Изенбург-Бюдинген-Бирштейнской. Правил в графстве с 1665 года. 15 сентября 1666 года женился в Гааге на баронессе Амалии Дона-Вианенской, наследной бургграфине Утрехта, дочери генерала Кристиана Альбрехта Доны.

## Потомки
В браке с баронессой Амалией родились:
- Фридрих Адольф (1667—1718), граф Липпе-Детмольда
- Фердинанд (Фридрих) Кристиан (1668—1724), женат на Генриетте Урсуле Дона (1663—1712)
- Генриетта София (1669—1669)
- Генрих Эрнст (1671—1691)
- Иоганна София (1672—1675)
- Альбертина (1673—1673)
- Шарлотта Альбертина (1674—1740), замужем за графом Карлом Вид-Рункельским (1684—1764)
- Вильгельм Симон (1676—1681)
- Теодор Август (1677—1677)
- Кристоф Людвиг (1679—1747)
- Теодор Эмиль (1680—1709), погиб в битве при Мальплаке
- Симон Карл (1682—1703), погиб в первом Гохштедтском сражении
- София Флорентина (1683—1758), замужем за графом Максимилианом Вид-Рункельским (1681—1706)
- Фреда Генриетта (1686)
- Вильгельм Карл Дитрих (1686—1687)
- Август Вольфгарт (1688—1739) — фельдмаршал имперской армии